# Parc national de Ranthambore
Le parc national de Ranthambore est situé dans l'Est de l'État du Rajasthan en Inde. C'est l'un des cinq parcs naturels que compte cet État du nord-ouest de l'Inde. Il a été créé le 1er janvier 1980 et offre des paysages de lacs et de falaises sur une superficie de 395 km2. Il est réputé être l'un des lieux où l'on peut le mieux observer la vie sauvage en Inde.

## Présentation

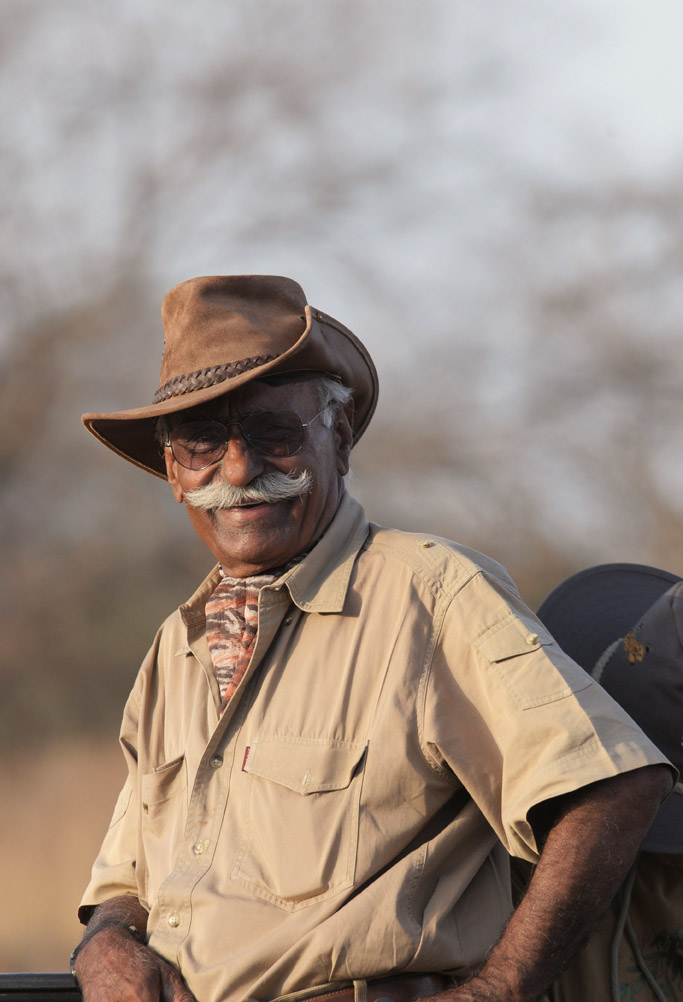
Fateh Singh Rathore, gardien-protecteur du parc, très respecté spécialiste des tigres du Bengale

Les 282 km2 qui forment le cœur originel du parc constituaient autrefois l'ancien domaine privé de chasse des Maharajas de Jaipur, il fut l'un des premiers parcs ouverts dans le cadre du Project Tiger lancé en 1973 par le gouvernement indien, après l'interdiction de la chasse au tigre, décrétée trois ans plus tôt pour assurer la protection des félins alors fortement menacés de disparition.
Entre 2002 et 2004, le braconnage d'une vingtaine de tigres a réduit la population du parc de moitié. Une situation malgré tout enviable, comparée à celle de la réserve voisine du parc national de Sariska qui ne comptait presque plus aucun tigre sur ses 850 km2. Un par un, les félins avaient été tués par des gangs professionnels.
De nos jours, la réserve de tigres de Ranthambore couvre une superficie de 1 334 km2 dont 400 km2 sont ouverts au safari,.
Cette réserve occupe une faille entre les Aravalli et les Vindhya, chaînes de montagnes reliant le nord de l'Inde au sud, ancien passage obligé pour les caravanes convoyant les étoffes, le sel, les épices et tout ce qui se vendait d'un bout à l'autre du pays. Irriguée par deux rivières et de nombreux lacs, c'est une explosion de verdure dans un Rajasthan plutôt sec et aride.

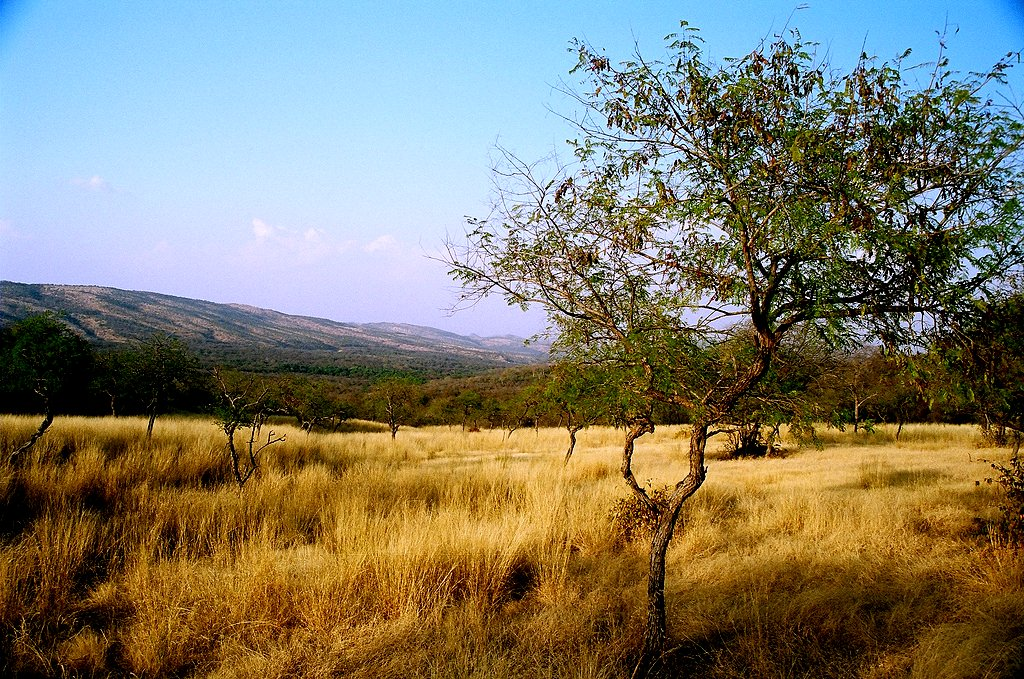
Jungle herbeuse et chaîne des montagnes Aravali en arrière-plan

On y trouve une mosaïque de milieux naturels : forêts touffues, affleurements rocheux, vastes étendues d'herbages et de jungle… Il y pousse des manguiers, des acacias, des gommiers géants, des ficus multicentenaires, des banians-cathédrales...
Le parc de Ranthambore est au centre d'une controverse : un nouveau programme de protection prévoit le transfert de tigres « en surplus » vers des sites comme le parc de Sariska.
Le fort de Ranthambore dont la construction date du milieu du Xe siècle est un lieu important de l'évolution historique du Rajasthan. Il est célèbre en Inde pour la gloire et la vaillance du légendaire roi Hammiradeva (Hammir Dev Chauhan) de la dynastie Chahamana.
En 2013, lors de la 37e session du comité du patrimoine mondial, le fort de Ranthambore, avec 5 autres forts du Rajasthan, a été déclaré au patrimoine mondial de l'UNESCO comme élément de l'ensemble des « forts de colline du Rajasthan ».

## Localisation
Le parc est situé à environ 120 km au Sud-Est de Jaipur et 15 km au Nord-Est de Sawai Madhopur. Son altitude varie entre 215 m et 500 m.

## Faune et vie sauvage
On trouve notamment des tigres du Bengale dans le parc national de Ranthambore. On y trouve également des hyènes, des ours lippus, des chitals (cerfs axis), des chats sauvages, des crocodiles des marais... et plus de 250 espèces d´oiseaux.

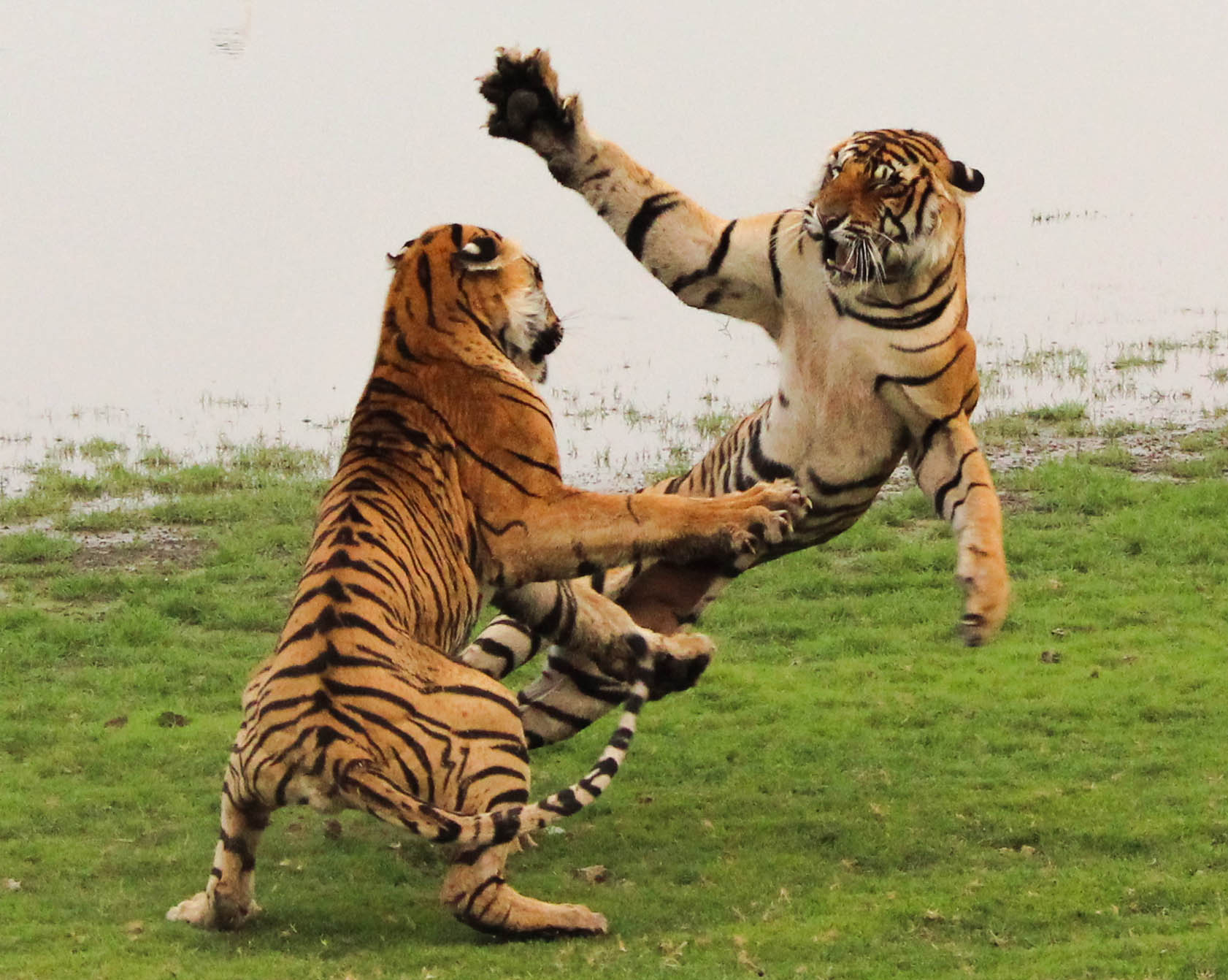
Tigresses du Bengale
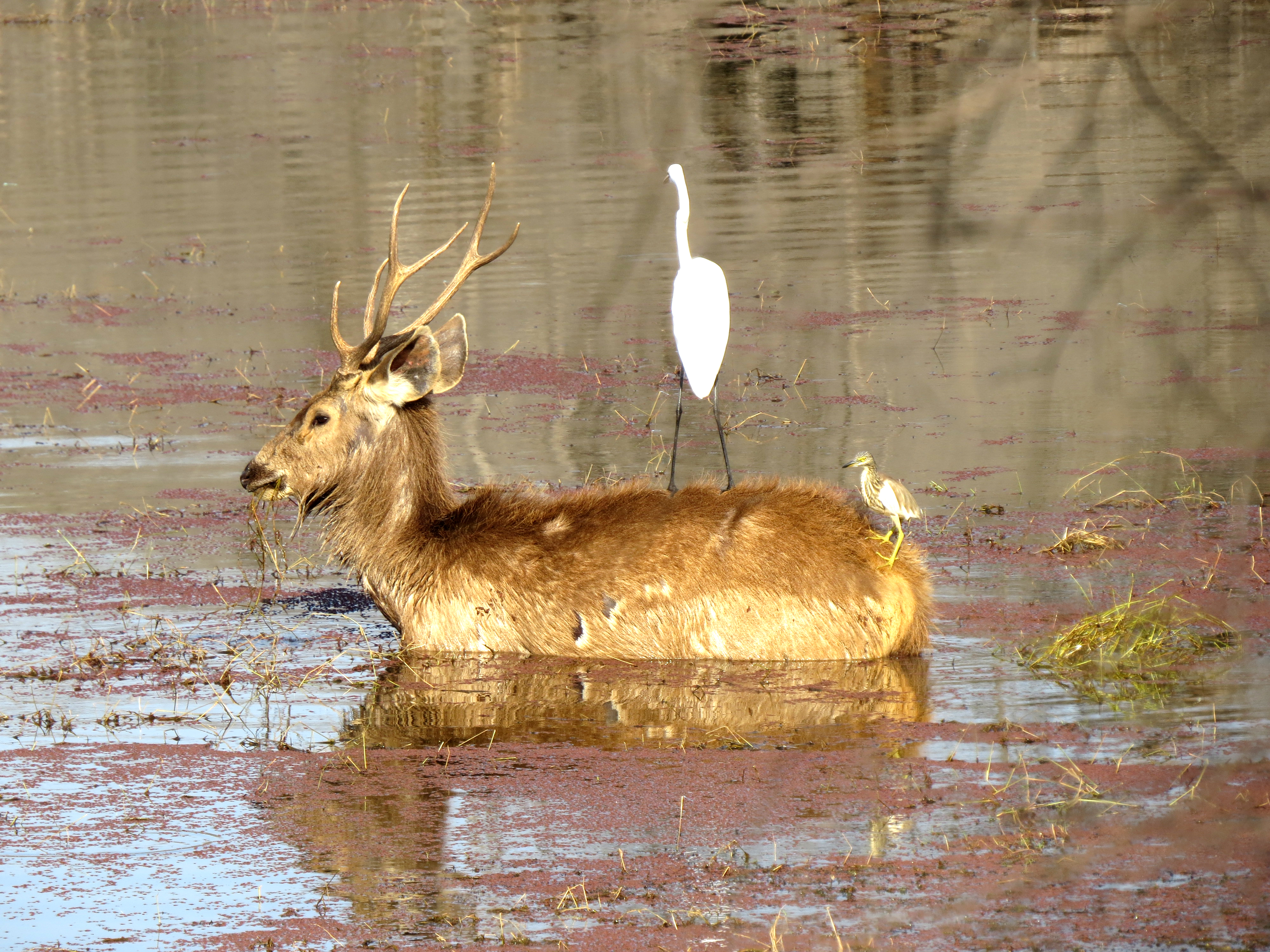
Grand cerf Sambar et Grande aigrette
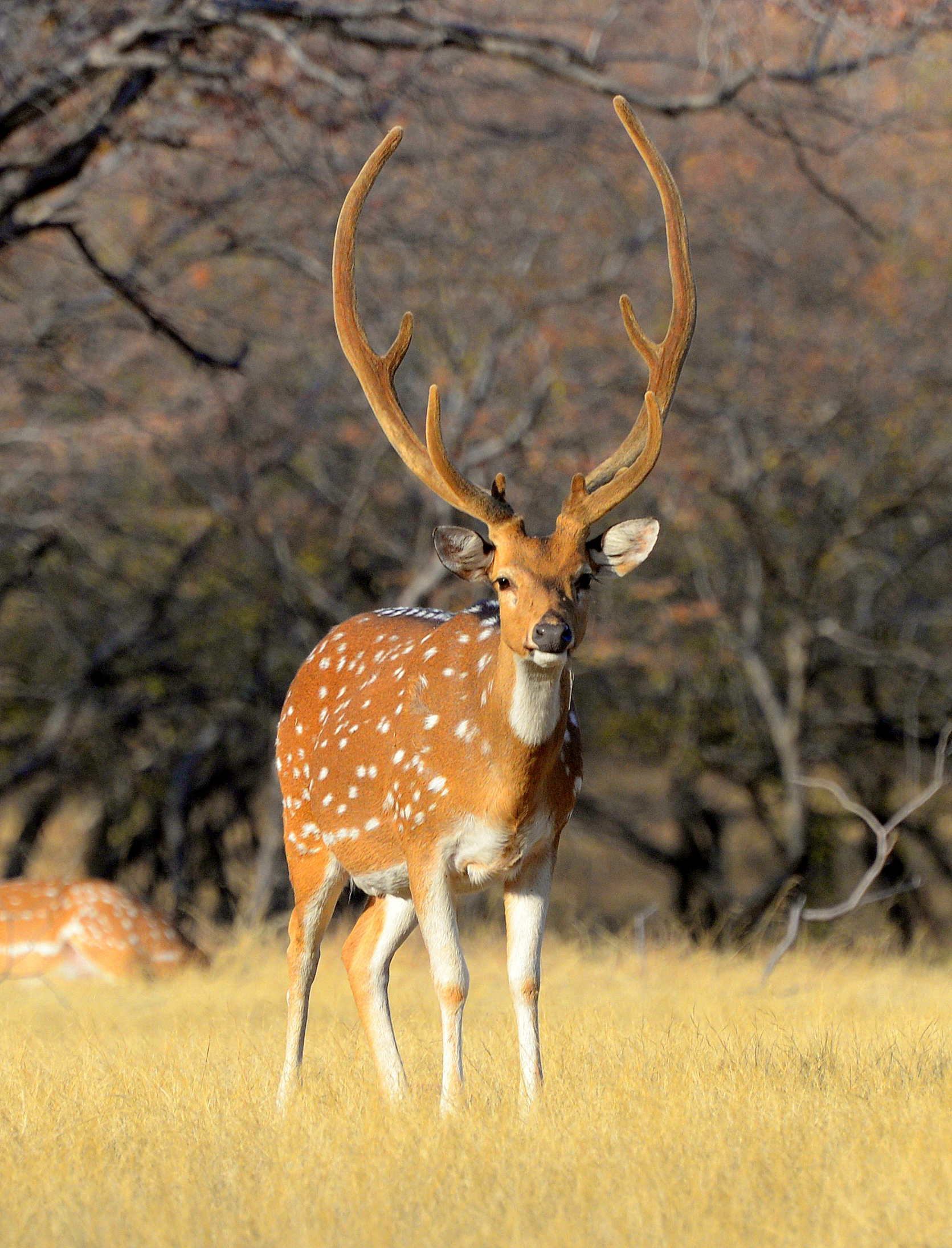
Chita (cerf axis)
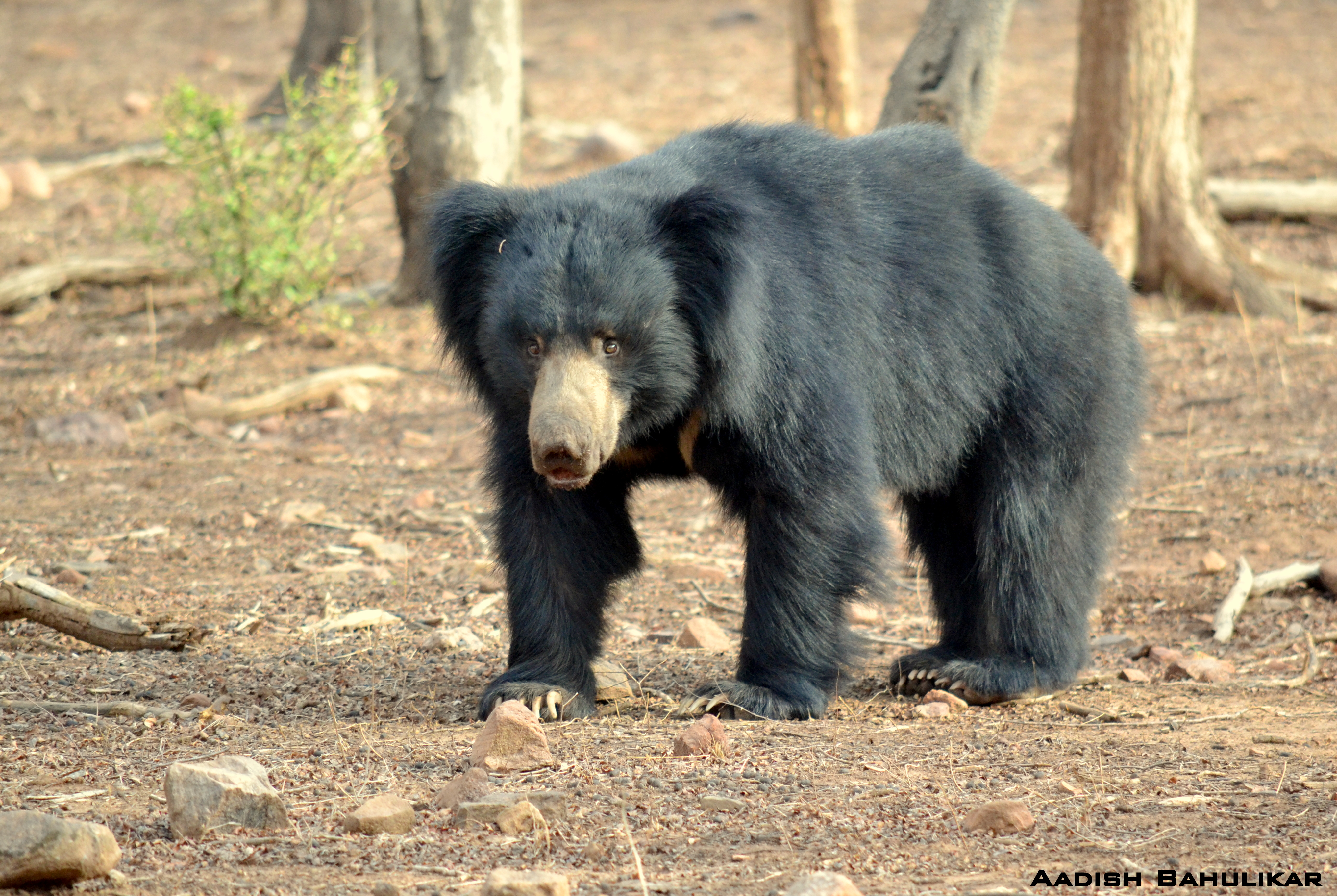
Ours lippu
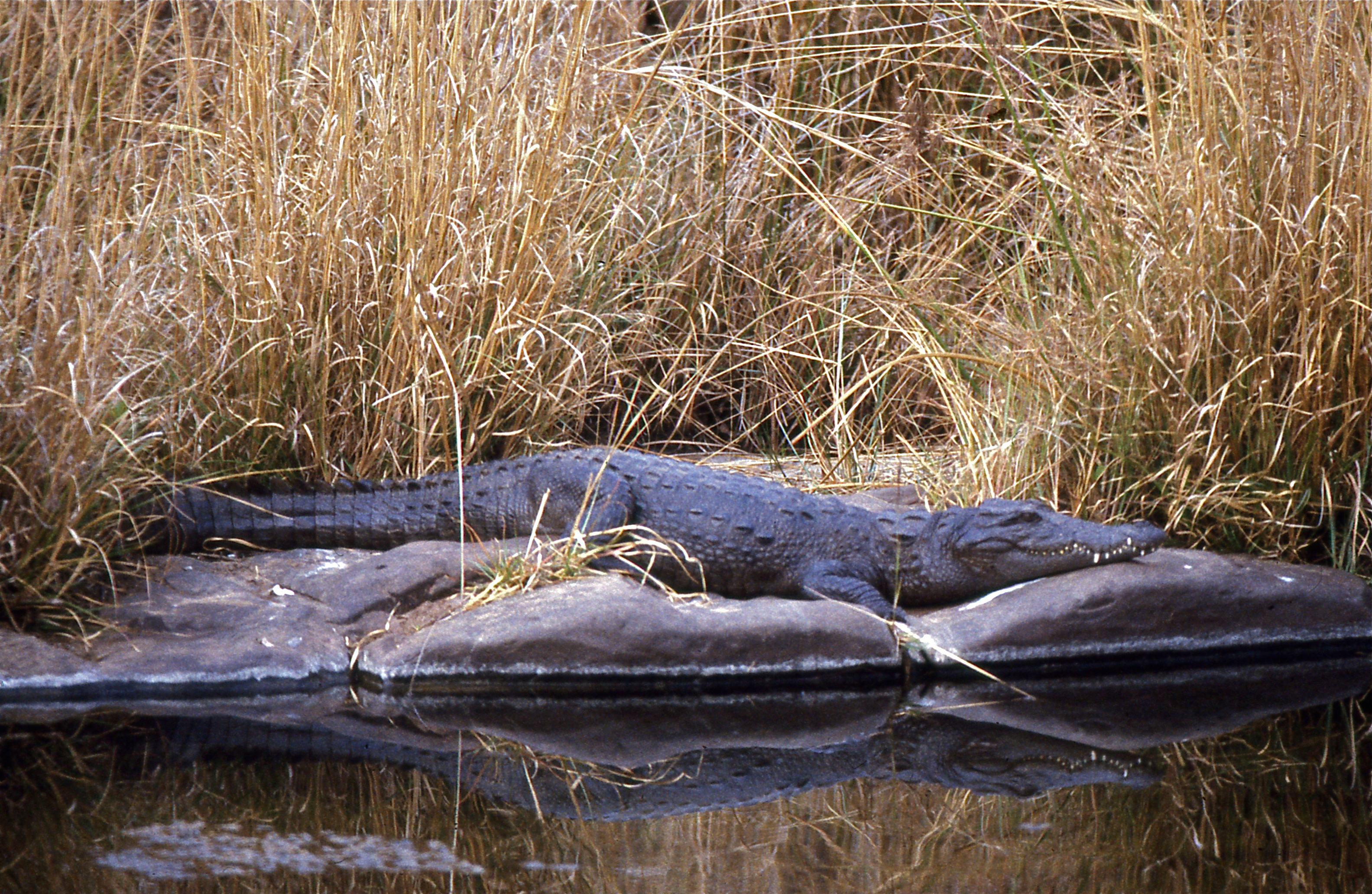
Crocodile des marais

En 2005, il y avait 26 tigres vivant dans Ranthambore, niveau nettement inférieur à la population de tigres de la réserve en 1982, qui s'élevait à 44. Selon des sources non gouvernementales, le nombre de tigres dans le parc national de Ranthambore était de 34 en 2008. Cette remontée des effectifs a été largement attribuée à des efforts soutenus de la part des responsables des forêts pour lutter contre le braconnage. Les villageois de la région ont été incités à rester en dehors du parc et des caméras de surveillance ont également été installées à travers la réserve. Le gouvernement indien a aussi engagé 153 millions de dollars. En 2017, il y avait environ 43 à 45 tigres adultes et 18 petits dans le parc.

## La forteresse

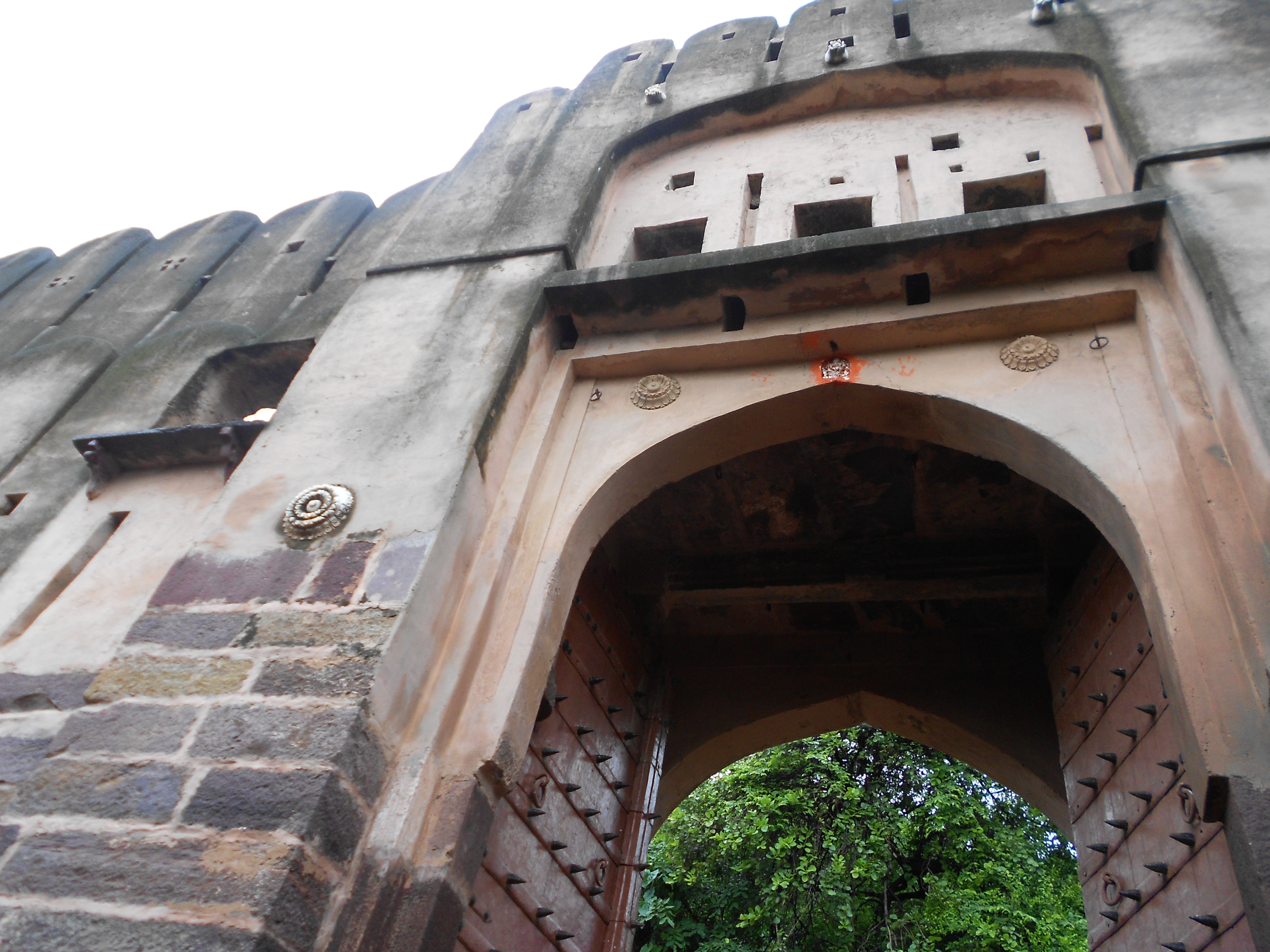
Entrée du fort de Ranthambore

Depuis sa construction au XVIIe siècle, l'histoire du fort est très mouvementée. Il passe de royaume en royaume et de dynastie en dynastie. Il tombe enfin sous la coupe des maharajas de Jaipur et il y reste jusqu'à l'indépendance de l'Inde en 1947. Depuis 1950, il est géré par le gouvernement du Rajasthan.
Situé au milieu de la forêt, Ranthambore est un exemple établi de fort de colline de forêt. De plus, les vestiges du palais de Hammir comptent parmi les structures subsistantes les plus anciennes de tous les palais indiens.
Le fort abrite trois temples hindous dédiés à Ganesh, Shiva et Ramlalaji et un temple Jaïn.
Ce complexe fortifié est l'un des six sites composants l'ensemble des forts de colline du Rajasthan, classé au patrimoine mondial.